# 欧白头翁
欧白头翁（Pulsatilla vulgaris）是属于毛茛科的一种被子植物，該物種在欧洲被发现。欧白头翁長有直立的根茎，根茎具有储存食物的功能。欧白头翁能长到15-30厘米的高度，当欧白头翁结出果实时，高度可达40厘米。欧白头翁的根部可深入土壤1米。